# Jean Mairet

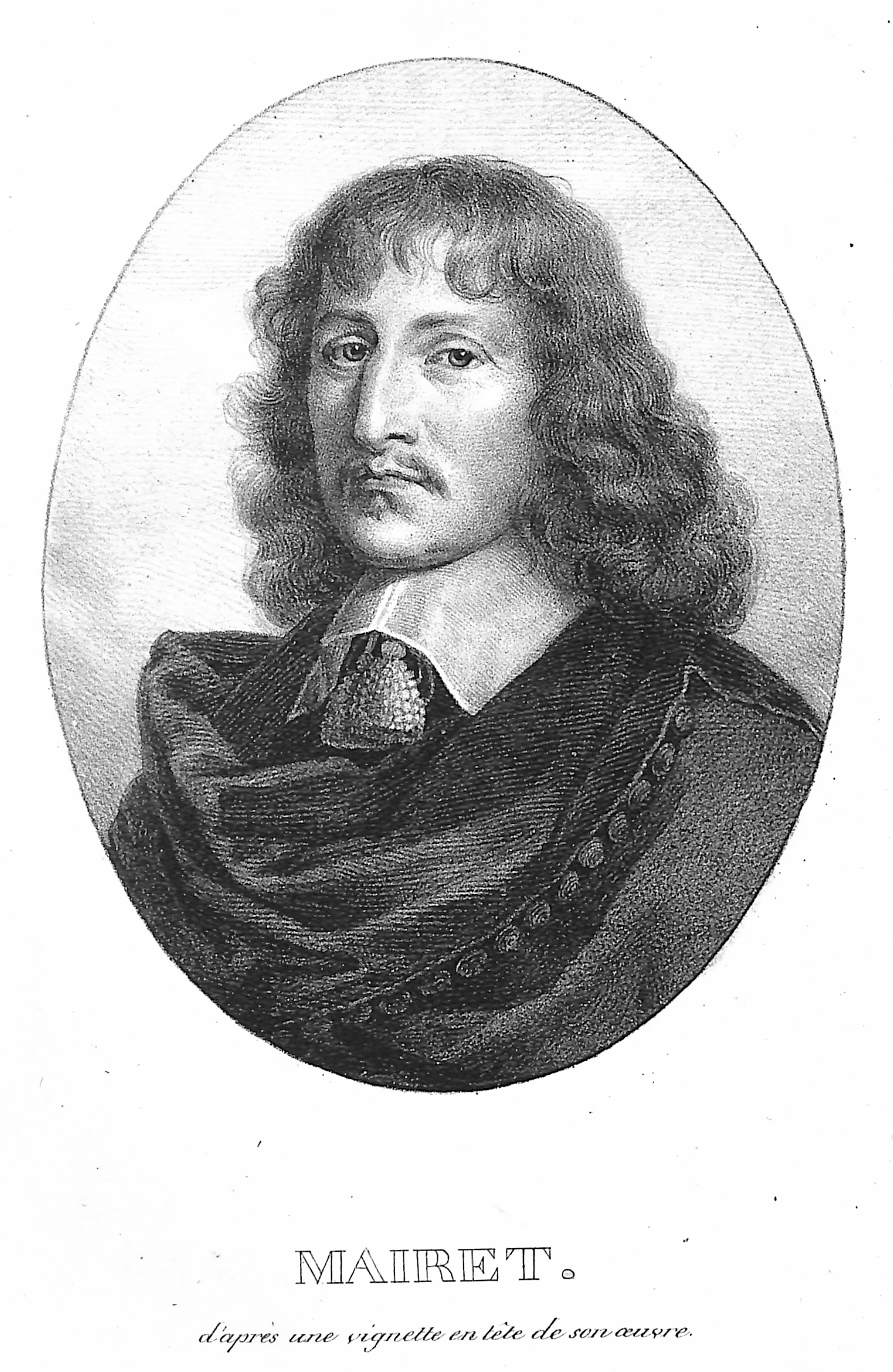
Jean Mairet

Jean Mairet (* 4. Januar 1604 in Besançon; † 31. Januar 1686 ebenda) war ein französischer Autor.

## Leben und Wirken
Mairet ist Verfasser von etwa zehn Tragikomödien und Tragödien und war der bedeutendste Pariser Dramatiker der Zeit zwischen 1625 und 1640, d. h. vor dem Aufstieg von Pierre Corneille, dem ältesten Dramatiker unter den französischen Klassikern.
Mairet war eigentlich zum Studieren aus der Franche-Comté (die damals der spanischen Krone gehörte) nach Paris gekommen, verlegte sich aber rasch aufs Stückeschreiben. Mit etwa 20 bekam er ein erstes Stück von einem Theater abgenommen, 1626 schaffte er den Durchbruch mit der pastoralen Tragikomödie La Sylvie, einem Stück nach Honoré d’Urfés Roman L’Astrée. 1631 plädierte er im Vorwort zu seiner Tragödie Silvanire für die Einhaltung der drei Einheiten im Sinne des soeben erschienenen Traktates von Jean Chapelain und trug damit entscheidend zur Verbreitung der neuen Doktrin bei, die er in La Sylvie noch völlig ignoriert hatte.
Sein größter Erfolg war 1634 die auf einer italienischen Vorlage beruhende Tragödie La Sophonisbe, in deren Zentrum eine von den Römern besiegte numidische Königin steht, die lieber Selbstmord begeht, als sich in einem Triumphzug durch Rom geführt und zur Schau gestellt zu sehen. Das Stück wurde bis weit ins 18. Jahrhundert hinein häufig gespielt. Vor allem aber war es die erste gelungene französische Tragödie nach Chapelains Regelwerk. Spätestens mit La Sophonisbe wurde auch der paarweise reimende, meist männliche und weibliche Reimpaare alternierende Alexandriner mit Zäsur nach der 6. Silbe zur obligatorischen sprachlichen Form der Tragödie und der Tragikomödie.
1637 verfasste Mairet mehrere Pamphlete gegen Corneille, der in seiner sehr erfolgreichen Tragikomödie Le Cid die drei Einheiten nicht respektiert hatte und dafür auch von anderen Literaten sowie der neuen Académie française gerügt wurde. Corneille antwortete u. a. mit einem Avertissement au Besançonnois Mairet, in dessen Titel er sichtlich auf die Tatsache anspielte, dass sein Gegner quasi ein feindlicher Ausländer war, denn Frankreich führte gerade (1636–44) Krieg in der Franche-Comté gegen Spanien. Die beiden Autoren beendeten den Streit erst auf Order von Kardinal-Minister Richelieu, und Mairet musste sein mutmaßliches Hauptziel aufgeben, den Aufstieg Corneilles zu behindern, der nach 1640 endgültig zum neuen Pariser Stardramatiker aufstieg. Seine eigene Karriere beschloss er 1643 mit der Tragikomödie La Sidonie.
Er blieb jedoch in Paris und wurde dort 1648 zu einer Art Botschafter seiner Heimatprovinz ernannt, die nach Abschluss des Westfälischen Friedens zusehends von Frankreich vereinnahmt wurde. 1653 wurde er wegen angeblicher königsfeindlicher Reden während des Fronde-Aufstands (1648–53) von Kardinal-Minister Mazarin aus Paris ausgewiesen, durfte aber bald zurückkehren. Als 1668 die Franche-Comté von Ludwig XIV. militärisch besetzt wurde und damit der Botschafterposten Mairets wegfiel, ging dieser in seine Heimatstadt zurück, die, nachdem sie von 1307 bis 1664 Freie deutsche Reichsstadt gewesen war, 1679 endgültig Teil Frankreichs wurde.